# Laëtitia (mini-série)
Pour les articles homonymes, voir Lætitia.
Laëtitia est un mini-feuilleton télévisé français en six épisodes de 45 minutes réalisé par Jean-Xavier de Lestrade, diffusé les 21 et 28 septembre 2020 sur France 2.
Le mini-feuilleton est basé sur le meurtre de la jeune Laëtitia Perrais survenu en janvier 2011 à La Bernerie-en-Retz, d'après le livre-enquête Laëtitia ou la Fin des hommes de Ivan Jablonka (2016).
Le feuilleton a été diffusé aux États-Unis du 30 août au 4 octobre 2021 sur HBO.

## Synopsis
Laëtitia, 18 ans, disparaît dans la nuit du 18 au 19 janvier 2011 à 50 mètres de chez elle. Tony Meilhon avoue le meurtre.

## Fiche technique
- Titre : Laëtitia
- Réalisation : Jean-Xavier de Lestrade
- Scénario : Jean-Xavier de Lestrade, Antoine Lacomblez d'après Laëtitia ou la Fin des hommes de Ivan Jablonka
- Photographie : Davide Chambille
- Musique : Ralph Keunen
- Montage : Sophie Brunet
- Sociétés de Production : La Compagnie des Phares et Balises, L'Ile Clavel, Be Films, France Télévisions, Pictanovo (Région Hauts de France)
- Producteurs : Jean Labib, Judith Louis, Christophe Louis, Marc Eloy
- Genre : Mini-série dramatique
- Nombre d'épisodes : 6 (une saison)
- Durée : 45 min
- Pays :  France
- Langue : français
- Dates de première diffusion :
  - France : du 21 au 28 septembre 2020 sur France 2[2]

## Distribution
- Marie Colomb : Laëtitia Perrais
- Sophie Breyer : Jessica Perrais, sœur jumelle de Laëtitia
- Yannick Choirat : Frantz Touchais, adjudant-chef de Gendarmerie
- Sam Karmann : Gilles Patron, famille d'accueil
- Clotilde Mollet : Michelle Patron, famille d'accueil
- Kévin Azaïs : Franck Perrais, père des jumelles
- Chloé André : Sylvie Larcher, mère des jumelles
- Noam Morgensztern : Tony Meilhon
- Guillaume Marquet : Loïc Nallet
- Grégory Ghezzi : Béraud, gendarme
- Julien Emirian : Morel, gendarme
- Michaël Louchant : Bertin, gendarme
- Denis Duval : L'oncle des jumelles
- Luna Carpiaux : Lola, amie de Laëtitia
- Yanis Richard : Kévin, petit ami de Laëtitia
- Simon Duvivier : Steven
- Benjamin Quique : William, ami de Laëtitia
- Nicolas Bourgasser : Jonathan
- Thaïs Bombe : Laëtitia, 4 ans
- Hanna Crémois : Jessica, 4 ans
- Milla Dubourdieu : Laëtitia, 8 ans
- Lewine Weber Monfort : Jessica, 8 ans
- Cyrille Mairesse : Laëtitia, 13 ans (arrivée chez les Martin)
- Lilas-Rose Gilberti : Jessica, 13 ans (arrivée chez les Martin)
- Rui-Mickaël Dias : Gérald
- Sophie Bourdon : Principale du lycée de Jessica
- Cyril Descours : Le juge d'instruction, Pierre-François Martinot
- Alix Poisson : Béatrice Prieur, assistante sociale
- François Raison : Le procureur Ronsin
- Sophie Penicot : Mamie P.
- Damien Olivier : Gendarme expert 1
- Emmanuel Rausenberger : Gendarme expert 2
- Tiphaine Gioira : Aline
- Eric Bleuzé : Huissier
- Grégory Allaeys : Travailleur social ASE
- Alice Daubelcour : Justine
- Armand Rayaume : Tony Meilhon, 12 ans
- Stéphanie Chamot : La mère de Tony Meilhon
- Grégory Gatignol : Bertier (pote de Tony Meilhon sur le parking)
- Charlotte Talpaert : Ex petite-amie de Tony Meilhon
- Bruno Tuchszer : Jean-Pierre Pica, conseiller à l'Elysée pour la justice
- Annette Lowcay : La juge des enfants
- Chloé Simoneau : La femme du juge Martinot
- Adrien Rouyard : Loulou (le pote de bar de Tony Meilhon)
- Maxime Dalibon : Yvan
- Michel Masiero : Michel, le directeur du foyer La providence (elles ont 8 ans)
- Isabelle Côte Willems : La greffière
- Alexandre Carrière : Le juge d'instruction Desaunettes
- Claudine Vigreux : La juge
- Jean-Pierre Bugnon : L'avocat
- Eric Ghesquière : Le chef cuistot
- Adèle Choubard : Christelle, fille des Patron
- Gaëlle Fraysse : La gendarme
- Edith Mérieau : La gendarme 2
- Cécile Gatto : La promeneuse de chien

## Tournage
En raison d'une pétition Non à la série Laëtitia, le tournage n'a pas eu lieu à Pornic mais dans les Hauts-de-France : notamment à Dunkerque et dans la Somme de mars à juin 2019.

## Audimat
| Épisode | Jour                    | Téléspectateurs | Parts de marché (%) |
| ------- | ----------------------- | --------------- | ------------------- |
| 1       | Lundi 21 septembre 2020 | 3 820 000       | 16,4                |
| 2       | Lundi 21 septembre 2020 | 3 600 000       | 17,2                |
| 3       | Lundi 21 septembre 2020 | 3 190 000       | 21,1                |
| 4       | Lundi 28 septembre 2020 | 3 460 000       | 14,3                |
| 5       | Lundi 28 septembre 2020 | 3 340 000       | 15,1                |
| 6       | Lundi 28 septembre 2020 | 3 350 000       | 15,1                |

## Distinction

### Sélections
- Festival de la fiction TV de La Rochelle 2019 : Hors compétition
- Festival du film de Sundance 2020 : En compétition

### Récompenses
- Prix média ENFANCE majuscule 2021 Catégorie Fiction[7]